# Балашовка (Омская область)
Балашовка — деревня в Любинском районе Омской области. В составе Пролетарского сельского поселения.

## История
Основана в 1918 г. В 1928 г. посёлок Балашевский состоял из 90 хозяйств, основное население — русские. Центр Балашевского сельсовета Любинского района Омского округа Сибирского края.

## Население
| 2010 |
| ---- |
| 5    |